# WideSky Wind Orchestra
WideSky Wind Orchestra（ワイドスカイウィンドオーケストラ、日：広き蒼空の吹奏楽団（ひろきあおぞらのすいそうがくだん））は、日本の一般アマチュア吹奏楽団である。略称は蒼吹、WSW、WSOである。